# Station Broxbourne
Broxbourne is een spoorwegstation van National Rail in Broxbourne, Broxbourne in Engeland. Het station is eigendom van Network Rail en wordt beheerd door Greater Anglia. Het station is geopend in 1840. Het station is Grade II listed.